# 캘린더 걸스
캘린더 걸스(Calendar Girls)는 영국에서 제작된 나이젤 콜 감독의 2003년 코미디 영화이다. 헬렌 미렌 등이 주연으로 출연하였고 수잔 맥키 등이 제작에 참여하였다.

## 출연

### 주연
- 헬렌 미렌
- 줄리 월터스

### 조연
- 존 알더톤
- 린다 바셋
- 아네트 크로스비
- 필립 그레니스터
- 시아란 힌즈
- 셀리아 아임리
- 제라르딘 제임스
- 페네로프 윌튼
- 조지 코스티건
- 그레이엄 크로우덴
- 존 포춘

## 제작진
- 공동제작: 스티브 클락 홀
- 미술: 마틴 차일즈
- 의상: 프란세스 템페스트
- 배역: 게일 스티븐스